# Rapid Bucarest (volley-ball masculin)
Maillots
Le CS Rapid Bucarest Volei est un club de volley-ball roumain section du club omnisports Rapid Bucarest, basé à Bucarest et évoluant en 2e niveau national (Divizia A2).

## Palmarès
- Ligue des champions (3)
  - Vainqueur : 1961, 1963, 1965
  - Finaliste : 1960,1962, 1966, 1967

- Championnat de Roumanie (12)
  - Vainqueur : 1949, 1950, 1955, 1956, 1959, 1960, 1961, 1962, 1963, 1964, 1965, 1966

## Joueurs emblématiques
- / Stelian Moculescu